# Паркинсон, Элис
Элис Паркинсон (англ. Alice Parkinson) — австралийская актриса. Дебютировала в кинематографе в 2007 году, ролью в сериале «Все святые».
Первой ролью в многобюджетном кино было «Люди Икс: Начало. Росомаха».
В фильме «Цунами 3D» (англ. Bait, премьера которого состоялась 24 ноября 2011 года), исполнила роль Наоми.

## Фильмография
- 2016 — «Домой и в путь» (сериал, эпизод № 1.6407)
- 2012 — «Рейк» (сериал, эпизод «Р против Фентона»)
- 2012 — «Помогите стать отцом»
- 2011 — «Цунами 3D»
- 2011 — «Кубок»
- 2011 — «Санктум»
- 2010 — «Танцевальная академия» (сериал)
- 2010 — «Тихий океан» (сериал)
- 2011 — «Последний танцор Мао»
- 2009 — «Там, где живут чудовища»
- 2009 — «Люди Икс: Начало. Росомаха»
- 2008 — «Полоса» (сериал) (2008)
- 2005—2008 — «Большая волна» (сериал)
- 2007 — «Все святые»